# Patata di Rotzo
La patata di Rotzo è una patata tipica dell'altopiano di Asiago, in particolare del comune di Rotzo in provincia di Vicenza.

Una prima varietà dalla buccia violacea, o nera, veniva già coltivata nel XVIII secolo.
La coltivazione di questa varietà è stata recentemente reintrodotta.

L'odierna patata di Rotzo dalla buccia bianca o rossa, essendo una varietà "montana" (viene coltivata in terreni di montagna, ad una altezza variabile dai 700 ai 1000 m s.l.m.), è caratterizzata da un'alta percentuale di amidi.

Le varietà di patate utilizzate sono la Bintje, la Désirée, la Spunta, la Monalisa, l’Alba con caratteristica pasta bianca o giallo-chiara.

## Caratteristiche
- forma = rotondeggiante,
- buccia = colore bianco o rosso
- polpa = bianca o gialla chiara

## Utilizzi
La patata di Rotzo viene utilizzata come principale ingrediente della "polenta considera", piatto tipico dell'altopiano ottenuto da un soffritto a base di cipolla, strutto e cannella, e nella produzione degli gnocchi.
Viene utilizzata in grande quantità nella produzione degli gnocchi per la rinomata "Festa della patata di Rotzo", che si tiene la prima domenica di settembre.